# District financier de l'ASEAN (métro de Nanning)
La station du district financier de l'ASEAN (chinois : 东盟商务区站 / pinyin : Dōngméng shāngwùqū zhàn / zhuang : Camh Dunghmungz Sanghvugih / anglais : ASEAN Business District Station) est une station de la ligne 1 du métro de Nanning. Elle est située de part et d'autre du boulevard Minzu Dadao, dans le district de Qingxiu de la ville de Nanning, en Chine.
Ouverte le 28 juin 2016, la station comprend quatre entrées et une seule plateforme.

## Situation sur le réseau

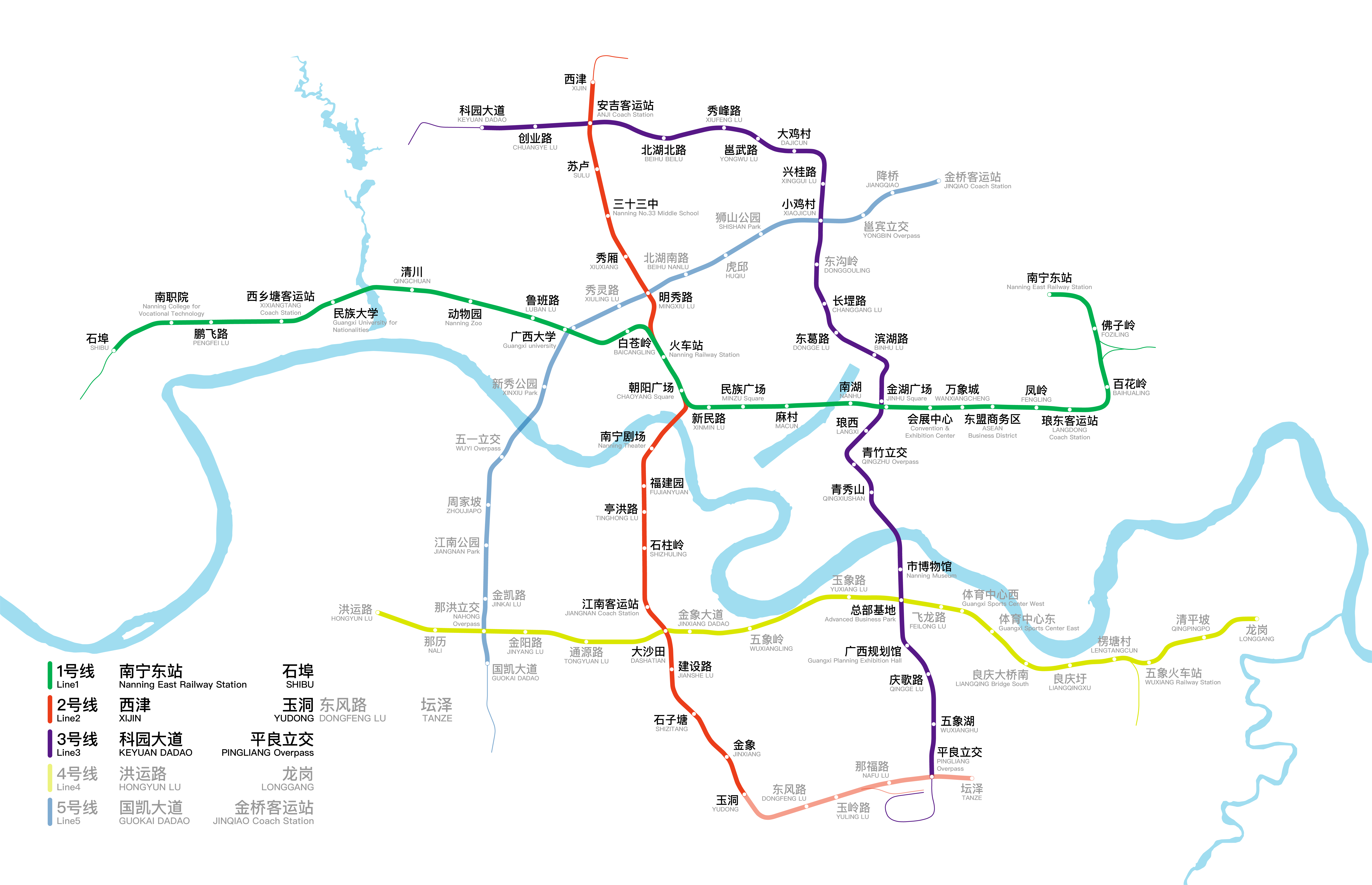
Plan du métro.

Établie en souterrain, District financier de l'ASEAN est située sur la ligne 1 du métro de Nanning, entre la station Wanxiangcheng, en direction du terminus ouest Shibu, et la station Fengling, en direction du terminus est Gare de Nanning-est (zh).

## Histoire
La construction débute le 15 décembre 2012. Le 30 janvier 2015, les dix premières stations sont terminées. Les premiers tests sans passagers ont lieu en février 2016. Les vérifications continuent les 16 et 29 mai de la même année.
La station du district financier de l'ASEAN est mise en service le 28 juin 2016, lors de l'ouverture à l'exploitation de la première section de la ligne 1 du métro de Nanning, entre les stations Nanhu et Gare de Nanning-est (zh),.

## Services aux voyageurs

### Accès et accueil
La station est accessible par quatre entrées différentes, de part et d'autre du boulevard Minzu Dadao et de l'aboutissant nord-est de la rue Zhongjian (中柬路). La sortie C comprend un ascenseur pour les personnes handicapées. La station est de forme rectangulaire, avec deux bouts saillants rejoignant les sorties B et C. On retrouve trois stationnements de bicyclettes à proximité, le plus proche dans la Ville du Cinéma et les deux autres aux sorties C et D.
| Niveau 0   | Entrées et sorties                                           | Entrées et sorties                                         |
| Sous-sol 1 | Salle d'accueil                                              | Service à la clientèle, boutiques et guichet libre-service |
| Sous-sol 2 |                                                              | Ligne 1 Voie 1 : En direction de Shibu                     |
| Sous-sol 2 | Quai central                                                 |                                                            |
| Sous-sol 2 | Ligne 1 Voie 2 : En direction de la Gare de Nanning-est (zh) |                                                            |

### Desserte
Les premiers et derniers passages en direction de Shibu sont à 6h33 et 23h11, tandis que ceux en direction de la gare de Nanning est sont à 6h58 et 22h43.

### Intermodalité
La station est desservie par les autobus 25, 39, 42, 76, 87, 90, 94, 206, 213, 603, 609, 704, 706 et G1 du réseau d'autobus de Nanning.

## À proximité
| Numéro                                         | Destinations proches                                                                                                 |
| ---------------------------------------------- | --- |
| Sortie A                                       | cours Xianghe (祥和苑), district d'électricité Guiguan (桂冠电力小区), Chambre de commerce du Guangxi (广西国际商会) |
| Sortie B                                       | Champs Élysées (香榭丽舍), place Sanqi (三祺广场), District financier du Guangxi (广西金融广场)                      |
| Sortie C                                       | Ville du cinéma des Nationalités (民族影城), Centre économique de l'ASEAN (东盟财经中心)                             |
| Sortie D                                       | Édifice de l'architecture routière (交通设计大厦), quartier Ronghe Shanshuimeidi (荣和山水美地)                      |
| Légende： Ascenseur pour personnes handicapées | |